# Liste der Baudenkmäler in Eging am See
Auf dieser Seite sind die Baudenkmäler in dem niederbayerischen Markt Eging am See zusammengestellt. Diese Tabelle ist eine Teilliste der Liste der Baudenkmäler in Bayern. Grundlage ist die Bayerische Denkmalliste, die auf Basis des Bayerischen Denkmalschutzgesetzes vom 1. Oktober 1973 erstmals erstellt wurde und seither durch das Bayerische Landesamt für Denkmalpflege geführt wird. Die folgenden Angaben ersetzen nicht die rechtsverbindliche Auskunft der Denkmalschutzbehörde.

## Baudenkmäler nach Ortsteilen

### Eging
| Lage                          | Objekt                              | Beschreibung | Akten-Nr.             | Bild           |
| ----------------------------- | ----------------------------------- | --- | --------------------- | -------------- |
| Einzendoblstraße 2 (Standort) | Bauernhaus                          | Mittertennbau mit Blockbau-Obergeschoss, Anfang 19. Jahrhundert | D-2-75-120-3 Wikidata | BW             |
| Marktplatz 10 (Standort)      | Katholische Pfarrkirche St. Ägidius | Saalkirche mit eingezogenem Polygonalchor, Chorflankenturm und Westquerhaus, Chor und Südturm spätmittelalterlich, Oberteil 19. Jahrhundert, westlicher Erweiterungsbau 1902, Langhaus 1956 erneuert; mit Ausstattung                                                         | D-2-75-120-1 Wikidata | weitere Bilder |
| Marktplatz 10 (Standort)      | Seelenkapelle                       | Traufständiger Steildachbau, wohl 1. Hälfte 15. Jahrhundert; mit Ausstattung | D-2-75-120-1 Wikidata | BW             |
| Oberer Markt 15 (Standort)    | Heiligennische mit Madonnenfigur    | 19. Jahrhundert, über spätgotischem Oberteil eines Sakramentshäuschens, 2. Hälfte 15. Jahrhundert | D-2-75-120-4 Wikidata | BW             |
| Nähe Sommerau (Standort)      | KZ-Friedhof                         | für 171 unbekannte, auf dem Todesmarsch verstorbene und getötete Häftlinge aus dem KZ Buchenwald, langgestreckte, mit einer Mauer aus Granitbruchsteinen umschlossene Anlage mit Eisentoren, im Süden erhöhte Plattform mit rechteckiger Stele aus Flossenbürger Granit, 1950 | D-2-75-120-21         | BW             |

### Altenreit
| Lage                    | Objekt     | Beschreibung | Akten-Nr.    | Bild |
| ----------------------- | ---------- | --- | ------------ | ---- |
| In Altenreit (Standort) | Wegkapelle | Giebelständiger Satteldachbau mit rundbogigem Eingang und Dachüberstand, Mitte 19. Jh. Mitte 19. Jh.; mit Ausstattung; westlich vom Ort | D-2-75-120-5 | BW   |

### Böhmöd
| Lage                | Objekt                         | Beschreibung | Akten-Nr.             | Bild |
| ------------------- | ------------------------------ | --- | --------------------- | ---- |
| Böhmöd 1 (Standort) | Bauernhaus eines Vierseithofes | Wohnteil als dreigeschossiger Blockbau mit vorschießendem Flachdach, Traufschroten und bemalten Balkenköpfen, Ende 18. Jahrhundert | D-2-75-120-6 Wikidata | BW   |

### Gaisruckmühle
| Lage                         | Objekt     | Beschreibung                                                                      | Akten-Nr.             | Bild |
| ---------------------------- | ---------- | --------------------------------------------------------------------------------- | --------------------- | ---- |
| Gaisruck 21, 21 a (Standort) | Hofkapelle | Giebelständiges Gehäuse mit vorschießendem Satteldach, wohl Mitte 19. Jahrhundert | D-2-75-120-7 Wikidata | BW   |

### Kalling
| Lage                   | Objekt                         | Beschreibung | Akten-Nr.              | Bild                           |
| ---------------------- | ------------------------------ | --- | ---------------------- | ------------------------------ |
| Kalling 1 (Standort)   | Bauernhaus eines Dreiseithofes | Zweigeschossiges Kleinhaus mit vorschließendem Satteldach und Blockbau-Obergeschoss, 2. Viertel 19. Jahrhundert, Dach später.                     | D-2-75-120-10 Wikidata | Bauernhaus eines Dreiseithofes |
| Kalling 2 (Standort)   | Bauernhaus eines Vierseithofes | Zweigeschossiger und traufständiger Obergeschoss-Blockbau mit vorschießendem, erneuertem Flachsatteldach und Giebelschrot, Anfang 19. Jahrhundert | D-2-75-120-11 Wikidata | BW                             |
| Streichfeld (Standort) | Kapellenbildstock              | Mit erneuertem Vordach und Rundbogennische, 1. Hälfte 19. Jahrhundert                                                                             | D-2-75-120-12 Wikidata | BW                             |

### Märzing
| Lage                | Objekt     | Beschreibung                                                                                   | Akten-Nr.              | Bild |
| ------------------- | ---------- | ---------------------------------------------------------------------------------------------- | ---------------------- | ---- |
| Bergfeld (Standort) | Wegkapelle | Giebelständiger und polygonal schließender Satteldachbau, 19./20. Jahrhundert; mit Ausstattung | D-2-75-120-17 Wikidata | BW   |

## Ehemalige Baudenkmäler
In diesem Abschnitt sind Objekte aufgeführt, die früher einmal in der Denkmalliste eingetragen waren, jetzt aber nicht mehr. Objekte, die in anderem Zusammenhang also z. B. als Teil eines Baudenkmals weiter eingetragen sind, sollen hier nicht aufgeführt werden. Aktennummern in diesem Abschnitt sind ehemalige, jetzt nicht mehr gültige Aktennummern.

| Lage                                                              | Objekt                                    | Beschreibung                                                                                                | Akten-Nr.              | Bild |
| ----------------------------------------------------------------- | ----------------------------------------- | --- | ---------------------- | ---- |
| Jederschwing 15 (Standort)                                        | Bauernhaus                                | Blockbau, Ende 18. Jahrhundert, Dach später.                                                                | D-2-75-120-9 Wikidata  | BW   |
| Loipfering 6 (Standort)                                           | Zugehöriger verbretterter Steildachstadel | 1. Drittel 19. Jahrhundert                                                                                  | D-2-75-120-14 Wikidata | BW   |
| Loipfering 9 (Standort)                                           | Blockbau eines Vierseithofes              | Mitte 18. Jahrhundert, Dach später.                                                                         | D-2-75-120-16 Wikidata | BW   |
| Otting (Standort)                                                 | Kleine Wegkapelle                         | 2. Hälfte 19. Jahrhundert; mit Ausstattung (Anmerkung: Kann nicht verifiziert werden, eventuell abgegangen) | D-2-75-120-19 Wikidata | BW   |
| Otting 6 (Standort)                                               | Zugehöriger Traidkasten                   | 1. Hälfte 19. Jahrhundert                                                                                   | D-2-75-120-18 Wikidata | BW   |
| Ruberting Rubertinger Feld; an der Straße Eging-Garham (Standort) | Wegkapelle                                | 2. Hälfte 19. Jahrhundert; mit Ausstattung                                                                  | D-2-75-120-20 Wikidata | BW   |

## Abgegangene Baudenkmäler
In diesem Abschnitt sind Objekte aufgeführt, die früher einmal in der Denkmalliste eingetragen waren, jetzt aber nicht mehr existieren, z. B. weil sie abgebrochen wurden. Aktennummern in diesem Abschnitt sind ehemalige, jetzt nicht mehr gültige Aktennummern.

| Lage                       | Objekt      | Beschreibung                                                                                        | Akten-Nr.             | Bild |
| -------------------------- | ----------- | --------------------------------------------------------------------------------------------------- | --------------------- | ---- |
| Jederschwing 10 (Standort) | Einfirsthof | Blockbau, 3. Viertel 18. Jahrhundert, Dach später (Anmerkung: „Haus Nummer 10“ nicht mehr existent) | D-2-75-120-8 Wikidata | BW   |